# Макалейка
Макале́йка (рос. Макалейка, ерз. Макалейка) — присілок у складі Атяшевського району Мордовії, Росія. Входить до складу Атяшевського сільського поселення.

## Населення
Населення — 10 осіб (2010; 19 у 2002).
Національний склад (станом на 2002 рік):
- росіяни — 100 %